# Silnice II/148
Silnice II/148 je silnice druhé třídy spojující města Lišov (silnice I/34), Lomnice nad Lužnicí (silnice I/24) a obec Mláka (silnice I/34). Celková délka silnice je 23,629 km.

## Vedení trasy

### Okres České Budějovice
- Lišov, křížení s I/34 a III/1468
- Hůrky, křížení s III/1481
- Slověnice

### Okres Jindřichův Hradec
- křížení s III/1482
- Lomnice nad Lužnicí, křížení s III/1483 a peáž s I/24
- křížení s III/1485
- Klec
- Kolence
- Novosedly nad Nežárkou, křížení s III/1487
- Mláka, křížení s I/34

## Související silnice III. třídy
- III/1481 Hůrky - Hrutov, křížení s III/1466 - křížení s II/146
- III/1482 odbočka na Smržov
- III/1483 spojka v Lomnici n. Lužicí mezi II/148 a III/1555
- III/1485 odbočka k železniční stanici Lomnice nad Lužicí
- III/1487 Novosedly nad Nežárkou - Jemčina - Hatín, křížení s III/1489 - III/14810 - Buk - Jindřichův Hradec, křížení s III/14811
- III/1489 Stráž nad Nežárkou, křížení s I/34 a III/1532 - Plavsko, křížení s III/14813 - Hatín, křížení s III/1487 - Stajka - Roseč - Ratiboř - Matná, křížení s III/14810
- III/14810 odbočka z III/1487 - Matná, křížení s III/1489 - Děbolín, křížení s I/23 a III/02311
- III/14811 Lásenice, křížení s I/34 a II/149 - Vydří, křížení s III/14812 a III/14813 - Políkno, křížení s III/14814 - Jindřichův Hradec, křížení s III/1487
- III/14812 Vydří - Dvorce
- III/14813 Vydří - Plavsko, křížení s III/14814 a III/1489
- III/14814 Plavsko - III/14816 - Políkno
- III/14816 odbočka z III/14814 na Polště